# Мельникова, Екатерина Евгеньевна
Екатерина Евгеньевна Мельникова (род. 2 августа 1989, СССР) — российская спортсменка, чемпионка и призёр чемпионатов России по вольной борьбе, мастер спорта России международного класса. Тренировалась у Кима Колодезникова и Николая Рожина. Выступала за клуб «Минобрнаука» (Якутия). В 2010-2012 годах был членом сборной команды страны. В 2013 году завершила спортивную карьеру.

## Спортивные результаты
- Чемпионат России по женской борьбе 2012 года — ;
- Кубок мира 2012 года — ;
- Чемпионат России по женской борьбе 2011 года — ;
- Чемпионат России по женской борьбе 2009 года — ;
- Гран-при Иван Ярыгин 2009 года — .
- Чемпионат Европы по борьбе среди юниоров 2008 года — ;